# 쓰케기 유야
쓰케기 유야(일본어: 附木 雄也, 1994년 12월 17일~)는 일본의 축구 선수이다.

## 구단 경력
그는 2017년부터 2019년까지 일본 지역 리그의 도쿄 유나이티드 FC와 이와키 FC에서 뛰었다. 2020년 일본 풋볼 리그의 FC 오사카에 이적했다. 2022년 J3리그의 아술 클라로 누마즈로 이적했다. 2024년까지 49경기에 출전. 2025년 가마타마레 사누키로 이적했다.